# Совка бавовникова
Совка бавовникова (Helicoverpa armigera) — вид метеликів родини совок (Noctuidae). Небезпечний шкідник сільськогосподарських культур.

## Поширення
Вид поширений в тропічних, субтропічних і частково помірних районах Європи, Африки, Азії, Австралії та Океанії. На початку 2010-х років випадково завезений до Бразилії, де прижився і поширився по більшій частині Південної Америки та досяг Карибського басейну. В Україні поширений, в основному, в степовій і лісостеповій зоні, але трапляться і в інших регіонах.

## Опис

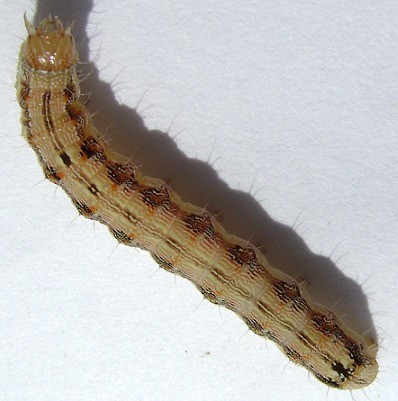
Гусениця

Розмах крил 30-40 мм. Передні крила сірувато-жовті з червонуватими, рожевими або зеленуватими відтінками з темною поперечною перетяжкою біля зовнішнього краю. Задні крила світліші з коричневою смугою біля зовнішнього краю та темною серпоподібною плямою посередині.
Гусениці виростають до 35-40 мм завдовжки. Забарвлення гусениць мінливе — від світло-зеленого та жовтого до червоно-бурого та фіолетово-чорного. Голова жовта з плямами. Уздовж тіла проходять 3 широкі темні повздовжні смуги. Вентральна сторона світла.

## Спосіб життя
Самиця може відкласти кілька сотень яєць, порціями на різних частинах рослини. За сприятливих умов личинки з'являються протягом трьох днів, і весь життєвий цикл може бути завершений через місяць. За рік буває два-три покоління. Гусениці пошкоджують понад 120 видів рослин — з бур'янів уражує паслін, дурман, блекоту, лободу, канатник і щирицю. Серед культурних рослин найбільший збиток завдає бавовнику, помідорам, кукурудзі, нуту, люцерні, тютюну. Може пошкоджувати сою, горох, гарбуз, кабачок, рицину, кенаф, джут, бамію, кунжут, коноплі, перець, капусту, квасолю, цибулю, арахіс, соняшник, льон, яблуню, грушу, сливу, персик, манго, цитрусові, пеларгонію, гвоздику, евкаліпт лимонний, вербену тощо. Гусениці скелетують листя або виїдають дірки, харчуються генеративними органами — бутонами, квітками, зав'яззю і плодами. На помідорах гусениці виїдають округлі отвори в плодах, частково споживаючи їх вміст. На бавовнику вони ушкоджують коробочки, в кукурудзи виїдають зерно в качанах, у нуту — насіння в бобах.
Лялечки розвиваються всередині шовкового кокона протягом 10-15 днів в ґрунті на глибині 4-10 см, або в бавовняних коробочках або пазухах кукурудзи.